# Nishiizu
Nishiizu (西伊豆町, Nishiizu-chō) est un bourg du district de Kamo, situé dans la préfecture de Shizuoka, au Japon.

## Géographie

### Démographie
Au 1er mars 2014, la population de Nishiizu s'élevait à 8 670 habitants répartis sur une superficie de 105,52 km2.